# Lê Hồng Phong, thành phố Quảng Ngãi
Lê Hồng Phong là một phường thuộc thành phố Quảng Ngãi, tỉnh Quảng Ngãi, Việt Nam.
Phường Lê Hồng Phong có diện tích 3,44 km², dân số năm 1999 là 7.004 người, mật độ dân số đạt 2.036 người/km².
Từ ngày 01/7/2025, được đổi tên thành phường Nghĩa Lộ.